# Dodecatheon alpinum
Dodecatheon alpinum är en viveväxtart som först beskrevs av Samuel Frederick Gray, och fick sitt nu gällande namn av Edward Lee Greene. Dodecatheon alpinum ingår i släktet Dodecatheon och familjen viveväxter.

## Underarter
Arten delas in i följande underarter:
- D. a. alpinum
- D. a. majus

## Bildgalleri

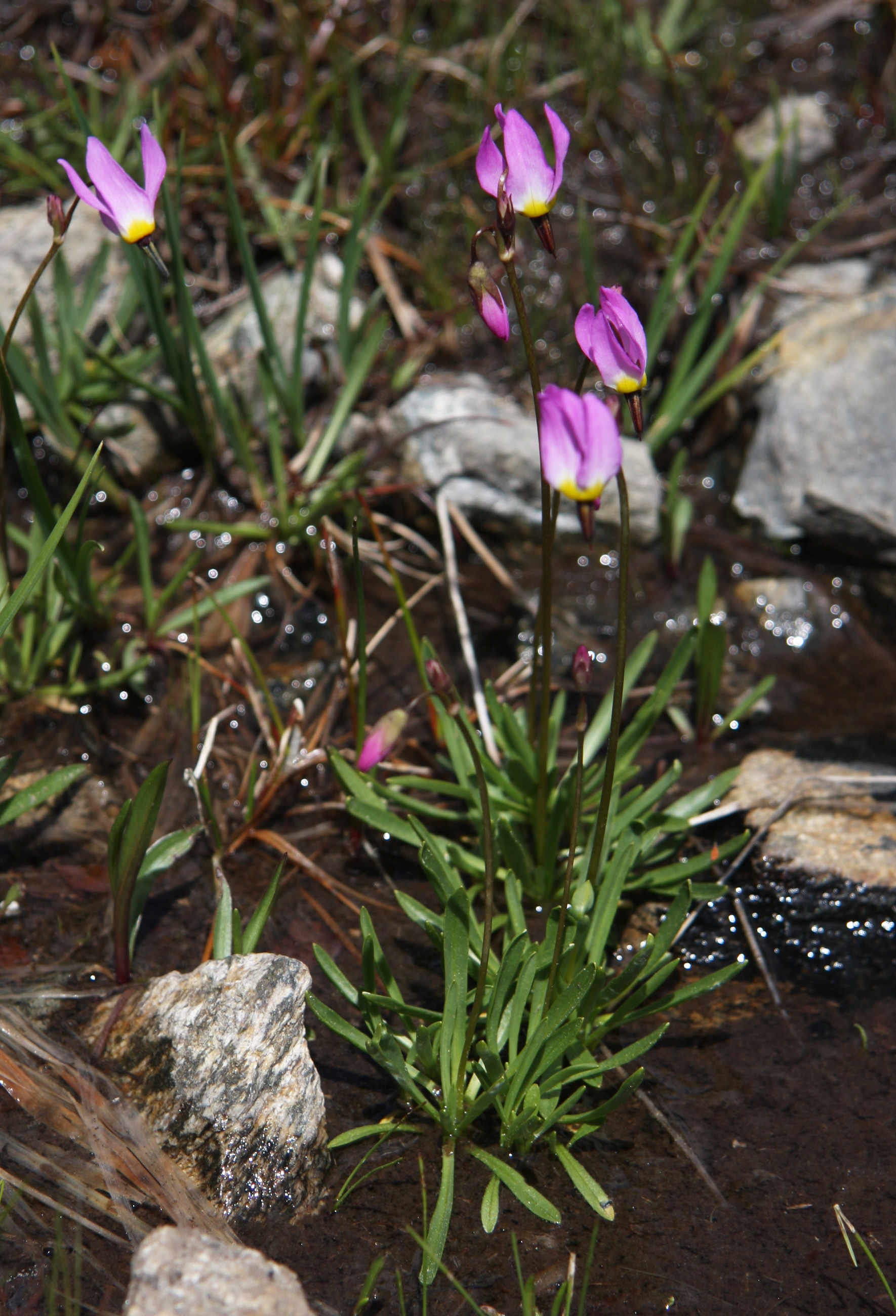
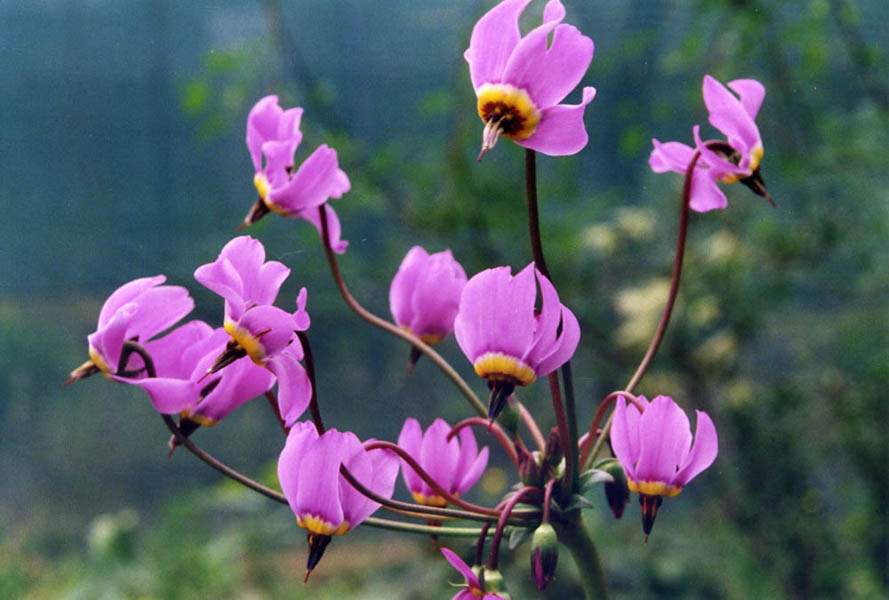